# Liste der Bodendenkmäler in Röhrnbach
Auf dieser Seite sind die Bodendenkmäler in dem niederbayerischen Markt Röhrnbach zusammengestellt. Diese Tabelle ist eine Teilliste der Liste der Bodendenkmäler in Bayern. Grundlage ist die Bayerische Denkmalliste, die auf Basis des Bayerischen Denkmalschutzgesetzes vom 1. Oktober 1973 erstmals erstellt wurde und seither durch das Bayerische Landesamt für Denkmalpflege geführt wird. Die folgenden Angaben ersetzen nicht die rechtsverbindliche Auskunft der Denkmalschutzbehörde.

## Bodendenkmäler in Röhrnbach

### Bodendenkmäler in der Gemarkung Außernbrünst
| Lage                    | Objekt | Akten-Nr.     | Bild |
| ----------------------- | --- | ------------- | ---- |
| Außernbrünst (Standort) | Siedlung vor- und frühgeschichtlicher Zeitstellung. | D-2-7247-0003 |      |
| Außernbrünst (Standort) | Siedlung des Endneolithikums. | D-2-7247-0004 |      |
| Außernbrünst (Standort) | Siedlung des Endneolithikums. | D-2-7247-0006 |      |
| Außernbrünst (Standort) | Erdstall des Mittelalters oder der frühen Neuzeit. | D-2-7247-0033 |      |
| Außernbrünst (Standort) | Untertägige Befunde des Mittelalters und der frühen Neuzeit im Bereich der Burgruine Kaltenstein.                                                                                                 | D-2-7247-0034 |      |
| Außernbrünst (Standort) | Spätmittelalterlich-frühneuzeitlicher Erdstall. | D-2-7247-0036 |      |
| Außernbrünst (Standort) | Untertägige Befunde der frühen Neuzeit im Bereich der Osterbachbrücke nördlich der Einöde Bruckmühle, darunter die Spuren von Vorgängerbauten bzw. älteren Bauphasen.                             | D-2-7247-0156 |      |
| Außernbrünst (Standort) | Teilabschnitt der vereinten Prachatitzer und Winterberger Zweige sowie Teilstück eines Verbindungsweg zum Bergreichensteiner Zweig des mittelalterlich-frühneuzeitlichen Altweges Goldener Steig. | D-2-7247-0179 |      |
| Außernbrünst (Standort) | Teilabschnitt der vereinten Prachatitzer und Winterberger Zweige des mittelalterlich-frühneuzeitlichen Altweges Goldener Steig.                                                                   | D-2-7247-0180 |      |
| Außernbrünst (Standort) | Teilabschnitt des Bergreichensteiner Zweiges des mittelalterlich-frühneuzeitlichen Altweges Goldener Steig.                                                                                       | D-2-7247-0183 |      |

### Bodendenkmäler in der Gemarkung Harsdorf
| Lage                | Objekt | Akten-Nr.     | Bild |
| ------------------- | --- | ------------- | ---- |
| Harsdorf (Standort) | Burg Großwiesen Burgstall des Mittelalters und der frühen Neuzeit.                                          | D-2-7247-0007 |      |
| Harsdorf (Standort) | Burgstall Lobenstein Burgstall des Mittelalters.                                                            | D-2-7247-0008 |      |
| Harsdorf (Standort) | Erdstall des Mittelalters.                                                                                  | D-2-7247-0009 |      |
| Harsdorf (Standort) | Teilabschnitt des Bergreichensteiner Zweiges des mittelalterlich-frühneuzeitlichen Altweges Goldener Steig. | D-2-7247-0010 |      |
| Harsdorf (Standort) | Untertägige Befunde der frühen Neuzeit im Bereich des Bergbaustollens Kollberger Schlupf.                   | D-2-7247-0054 |      |
| Harsdorf (Standort) | Teilabschnitt des Bergreichensteiner Zweiges des mittelalterlich-frühneuzeitlichen Altweges Goldener Steig. | D-2-7247-0181 |      |
| Harsdorf (Standort) | Teilabschnitt des Bergreichensteiner Zweiges des mittelalterlich-frühneuzeitlichen Altweges Goldener Steig. | D-2-7247-0182 |      |

### Bodendenkmäler in der Gemarkung Oberndorf
| Lage                 | Objekt | Akten-Nr.     | Bild |
| -------------------- | --- | ------------- | ---- |
| Oberndorf (Standort) | Untertägige Befunde des Mittelalters und der frühen Neuzeit im Bereich der abgegangenen katholischen Wallfahrtskirche St. Corona bei Oberndorf. | D-2-7247-0037 |      |

### Bodendenkmäler in der Gemarkung Röhrnbach
| Lage                 | Objekt | Akten-Nr.     | Bild |
| -------------------- | --- | ------------- | ---- |
| Röhrnbach (Standort) | Spätmittelalterlich-neuzeitlicher Erdstall. | D-2-7247-0027 |      |
| Röhrnbach (Standort) | Untertägige Befunde des Mittelalters und der frühen Neuzeit im Bereich der katholischen Pfarrkirche St. Michael mit aufgelassenem Friedhof in Röhrnbach, darunter die Spuren von Vorgängerbauten bzw. älteren Bauphasen. | D-2-7247-0035 |      |

### Bodendenkmäler in der Gemarkung Wilhelmsreut
| Lage                    | Objekt                                              | Akten-Nr.     | Bild |
| ----------------------- | --------------------------------------------------- | ------------- | ---- |
| Wilhelmsreut (Standort) | Siedlung des Endneolithikums.                       | D-2-7246-0012 |      |
| Wilhelmsreut (Standort) | Siedlung des Endneolithikums.                       | D-2-7246-0013 |      |
| Wilhelmsreut (Standort) | Siedlung des Endneolithikums.                       | D-2-7246-0014 |      |
| Wilhelmsreut (Standort) | Siedlung des Neolithikums oder der Bronzezeit.      | D-2-7246-0026 |      |
| Wilhelmsreut (Standort) | Erdstall des Mittelalters oder der frühen Neuzeit.  | D-2-7246-0115 |      |
| Wilhelmsreut (Standort) | Verebneter spätmittelalterlicher Burgstall Neuhaus. | D-2-7247-0012 |      |